# Simca Ariane
Die Simca Ariane war eine Limousine der oberen Mittelklasse, die vom französischen Automobilhersteller Simca zwischen 1957 und 1963 hergestellt wurde. Sie wurde im Werk Poissy hergestellt, in dem man die Karosserie der ersten Generation der Simca Vedette mit dem 1,3 Liter Flash-Motor (bzw. dem Rush-Motor) der kleineren Simca Aronde verband, um genau die Lücke zwischen diesen beiden Modellen zu schließen.
Im April 1957 wurde das erste Modell präsentiert. Schon im Oktober desselben Jahres kam eine Version mit stärkerem Motor: die Simca Ariane 8, die nun den gleichen 2,4-Liter-Aquillon-Achtzylindermotor hatte wie die Vedette. Die Ariane 8 ersetzte somit das Basismodell Simca Vedette Trianon.
Die Ariane wurde bis 1963 hergestellt mit 166.363 produzierten Fahrzeugen.

## Ariane Miramas Argentinien 1965–1967
Von 1965 bis Ende 1967 wurde die Ariane in Argentinien von Metalmecánica als Miramas in einer Standard- und einer De-Luxe-Version sowie als Taxi produziert.